# Summit County (Utah)
Summit County is een van de 29 county's in de Amerikaanse staat Utah.
De county heeft een landoppervlakte van 4.846 km² en telt 29.736 inwoners (volkstelling 2000). De hoofdplaats is Coalville.

## Bevolkingsontwikkeling

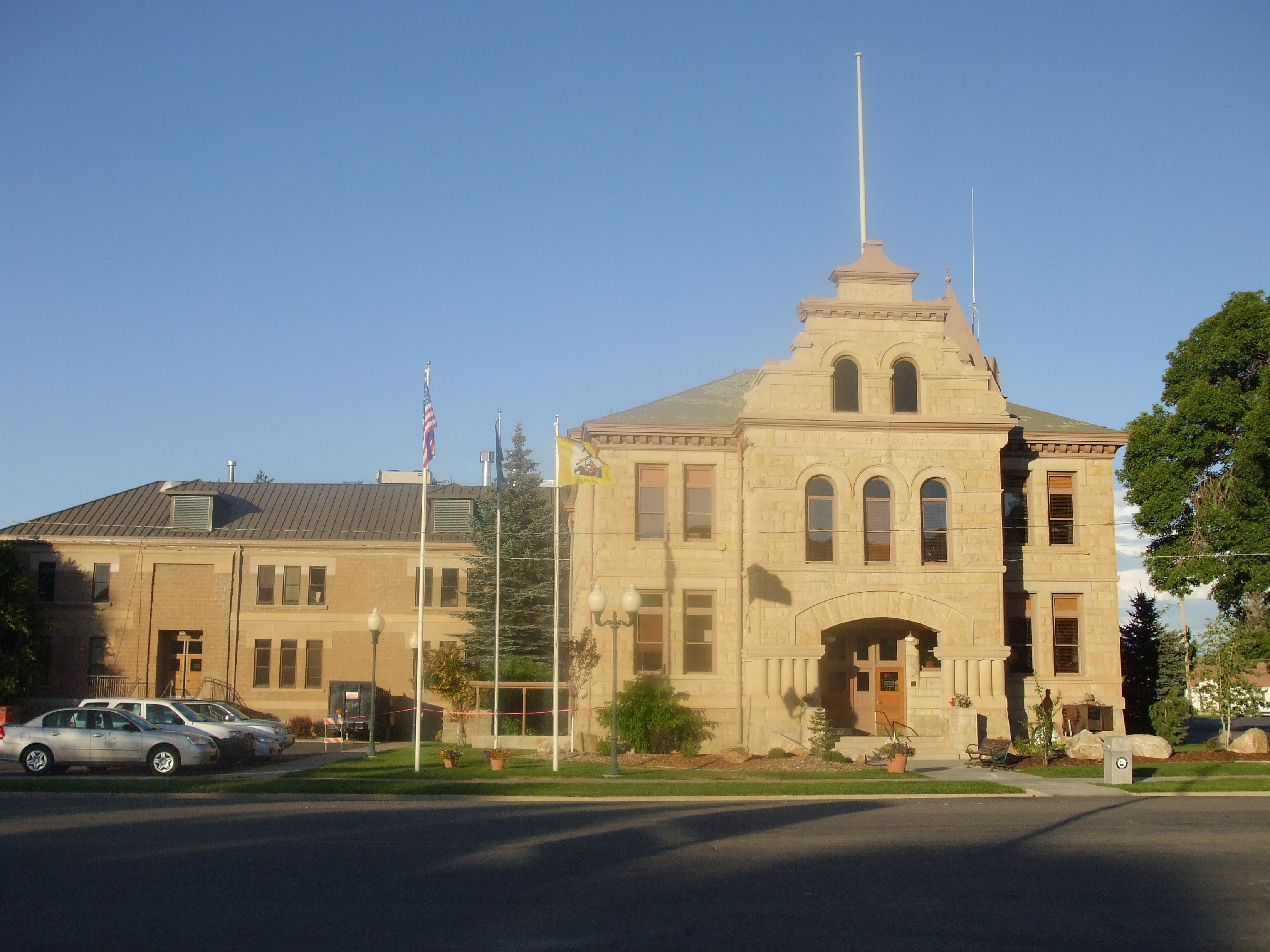
Summit County Courthouse

Beaver · Box Elder · Cache · Carbon · Daggett · Davis · Duchesne · Emery · Garfield · Grand · Iron · Juab · Kane · Millard · Morgan · Piute · Rich · Salt Lake · San Juan · Sanpete · Sevier · Summit · Tooele · Uintah · Utah · Wasatch · Washington · Wayne · Weber